# 인도양중앙해령

인도양중앙해령의 지도

인도양중앙해령(印度洋中央海嶺, Central Indian Ridge, CIR, Mid-Indian Ridge)은 서인도양의 남북으로 뻗어있는 해령이다.
축을 이루는 골짜기는 500~1000미터 깊이이다. 50~100킬로미터 길이의 산등성이 부분들은 30킬로미터 길이의 변환단층과 10킬로미터 길이의 비변환불연속부별로 구분된다.

## 경계
CIR의 경우 전통적으로는 아프리카판과 인도-오스트레일리아판으로 구별된다. 이처럼 CIR의 북쪽 끝자락의 오언 단열대(Owen Fracture Zone)는 전통적으로 인도-오스트레일리아판과 아라비아판으로 구별된다. 그러나 오언 단열대의 움직임은 무시할만한 수준이며 아라비아와 인도는 하나의 판으로 움직이고 있다.

## 참고 자료
- Hellebrand, E.; Snow, J. E.; Hoppe, P.; Hofmann, A. W. (2002). “Garnet-field melting and late-stage refertilization in 'residual'abyssal peridotites from the Central Indian Ridge”. 《Journal of Petrology》 43 (12): 2305–2338. doi:10.1093/petrology/43.12.2305. 2016년 9월 18일에 확인함.
- Murton, B. J.; Tindle, A. G.; Milton, J. A.; Sauter, D. (2005). “Heterogeneity in southern Central Indian Ridge MORB: implications for ridge–hot spot interaction”. 《Geochemistry, Geophysics, Geosystems》 6 (3): n/a. Bibcode:2005GGG.....6.3E20M. doi:10.1029/2004GC000798. 2016년 9월 18일에 확인함.
- Wiens, D. A.; DeMets, C.; Gordon, R. G.; Stein, S.; Argus, D.; Engeln, J. F. (1985). “A diffuse plate boundary model for Indian Ocean tectonics”. 《Geophysical Research Letters》 12 (7): 429–432. Bibcode:1985GeoRL..12..429W. doi:10.1029/GL012i007p00429. 2016년 7월 30일에 확인함.